# Пастухов, Борис Николаевич
Бори́с Никола́евич Пастухо́в (10 октября 1933, Москва — 19 января 2021, там же) — советский и российский дипломат, советский комсомольский и государственный деятель. Депутат Государственной Думы третьего (по избирательному списку политического блока «Отечество — Вся Россия») и четвёртого (по избирательному списку партии «Единая Россия») созывов. Депутат Совета Союза Верховного Совета СССР (1966—1989) от Челябинской области.

## Биография
Родился в Москве. Окончил школу № 584 г. Москвы. В 1958 году окончил Московское высшее техническое училище им. Баумана. Член КПСС в 1959—1991 годах.
С 1958 года — второй секретарь, с 1959 года — первый секретарь Бауманского райкома ВЛКСМ Москвы. С 1961 года — второй секретарь, с 1962 года — первый секретарь Московского горкома ВЛКСМ.
С 1964 года — секретарь ЦК ВЛКСМ, с 1977 по 1982 год — первый секретарь ЦК ВЛКСМ. В 1982—1986 годах — председатель Государственного комитета СССР по делам издательств, полиграфии и книжной торговли.
Кандидат в члены ЦК КПСС (1966—1978). Член ЦК КПСС (1978—1986).
С 12 марта 1986 по 15 сентября 1989 года — чрезвычайный и полномочный посол СССР в Дании. 
С 15 сентября 1989 по 22 февраля 1992 года — чрезвычайный и полномочный посол СССР/России в Афганистане.
С 1992 года — заместитель, с 1996 года — первый заместитель министра иностранных дел РФ.
В 1998—1999 годах — министр Российской Федерации по делам СНГ.
В 2009 году — старший вице-президент Торгово-промышленной палаты России.
В 2011 году — советник генерального директора Центра международной торговли Торгово-промышленной палаты России.
Похоронен на Троекуровском кладбище в Москве (уч. 8).

## Награды
- Орден «За заслуги перед Отечеством» II степени (17 октября 2008) — за большой вклад в развитие предпринимательства в Российской Федерации и многолетнюю добросовестную работу[5]
- Орден «За заслуги перед Отечеством» III степени (10 октября 2003) — за активную законотворческую деятельность и многолетнюю добросовестную работу[6]
- Орден Александра Невского (11 октября 2018) — за большой вклад в патриотическое воспитание молодёжи, активную общественную деятельность[7]
- Орден Дружбы (21 июня 1996) — за заслуги перед государством, большой вклад в проведение внешнеполитического курса и обеспечение национальных интересов России, мужество и самоотверженность, проявленные при исполнении служебного долга[8]
- Орден Ленина (1981)
- Орден Трудового Красного Знамени (1963, 1971, 1976)
- Орден Красной Звезды (5 ноября 1990) — за образцовое исполнение служебного долга и мужество, проявленное в условиях обострения военно-политической обстановки в Афганистане[9]
- Орден «За заслуги» ІІІ степени (Украина, 10 октября 2003) — за укрепление украинско-российских двухсторонних отношений[10]
- Орден Почёта (Белоруссия, 8 октября 2003) — за значительный личный вклад в развитие всестороннего сотрудничества между Республикой Беларусь и Российской Федерацией, укрепление белорусско-российской дружбы[11]
- Медаль «Данк» (Кыргызстан, 22 января 1997) — за вклад в развитие и укрепление сотрудничества Кыргызской Республики с Российской Федерацией и в связи с 5-летием образования Содружества Независимых Государств[12]
- Благодарность президента Российской Федерации (5 мая 2003) — за активное участие в организации и проведении мероприятий Года Украины в Российской Федерации[13]
- Благодарность президента Российской Федерации (20 января 2004) — за активную и плодотворную работу по подготовке проекта Договора между Россией и Грузией о дружбе, добрососедстве, сотрудничестве и взаимной безопасности[14]
- Грамота Содружества Независимых Государств (1 июня 2001) — за активную работу по укреплению и развитию Содружества Независимых Государств[15]
- Почётный знак ВЛКСМ